# SUNRISE 我喜歡
SUNRISE 我喜歡（サンライズ ウォシーファン）は、梁静茹（フィッシュ・リョン）4作目のアルバム。台湾で2002年2月7日にロックレコードから発売された。2003年4月15日にはVCD版が発売された。

CD、VCDともに日本版はない。

## 収録曲

### CD
1. Sunrise
作詞:汪佩蓉、作曲:汪佩蓉
2. 分手快樂(獨唱版)
作詞:姚若龍、作曲:郭文賢
3. 我喜歡
作詞:潘協慶、 作曲:潘協慶
4. 有你在
作詞:徐世珍、 作曲:郭雅倫
5. 我和自己的約會
作詞:李焯雄、作曲:呉尚宇
6. 幸福的預感
作詞:蔡健雅 作曲:蔡健雅
7. 喜悦
作詞:張圓圓、作曲:楊智源
8. 怎麼説
作詞:蔡健雅、作曲:蔡健雅
9. 小小的愛情
作詞:汪佩蓉、作曲:汪佩蓉
10. 無解
作詞:白牙、作曲:郭文賢
11. 分手快樂(合唱版)
作詞:姚若龍、作曲:郭文賢

### VCD
1. 分手快樂(獨唱版)
2. 我喜歡
3. 幸福的預感
4. 有你在
5. 喜悦
6. Sunrise
7. 分手快樂(合唱版)
8. 怎麼説
9. 無解
10. 我和自己的約會
11. 小小的愛情

## その他
- 『分手快樂(合唱版)』は梁静茹、汪佩蓉、黄嘉千、阿鳳（星盒子）の4人による合唱。